# Bataille de Tall Rifaat (février 2016)
Pour les articles homonymes, voir Bataille de Tall Rifaat.
- Zone contrôlée par les Forces démocratiques syriennes
- Zone contrôlée par l'État islamique
- Contrôlé par le gouvernement syrien et ses alliés
- Contrôlé par les rebelles

Guerre civile syrienne
Batailles
La bataille de Tall Rifaat a eu lieu du 10 au 15 février 2016 pendant la guerre civile syrienne. Elle s'achève par la victoire des Forces démocratiques syriennes qui s'empare de la ville de Tall Rifaat et de ses environs.

## Prélude
En février 2016, l'armée syrienne soutenue par des milices chiites, l'Iran et la Russie mène une offensive contre les rebelles au nord de la ville d'Alep. Le 3 février, les loyalistes brisent le siège de Nobl et Zahraa et coupent la route d'approvisionnement des rebelles reliant Alep à Azaz, sur la frontière turque. Dans le district d'Azaz, les rebelles se retrouvent alors pris en étau entre les Kurdes des YPG à l'ouest, les loyalistes au sud et l'État islamique à l'est. Les Kurdes profitent de la situation et passent à l'offensive. Le 10 février, soutenus par l'aviation russe, ils s'emparent de l'aéroport de Menagh,,,,. Ils avancent ensuite sur Azaz et Tall Rifaat.

## Déroulement

Carte des offensives loyalistes et kurdes dans le gouvernorat d'Alep en février 2016.
Zone contrôlée par le régime syrien et ses alliés
Zone contrôlée par les rebelles
Zone contrôlée par les Forces démocratiques syriennes
Zone contrôlée par l'État islamique

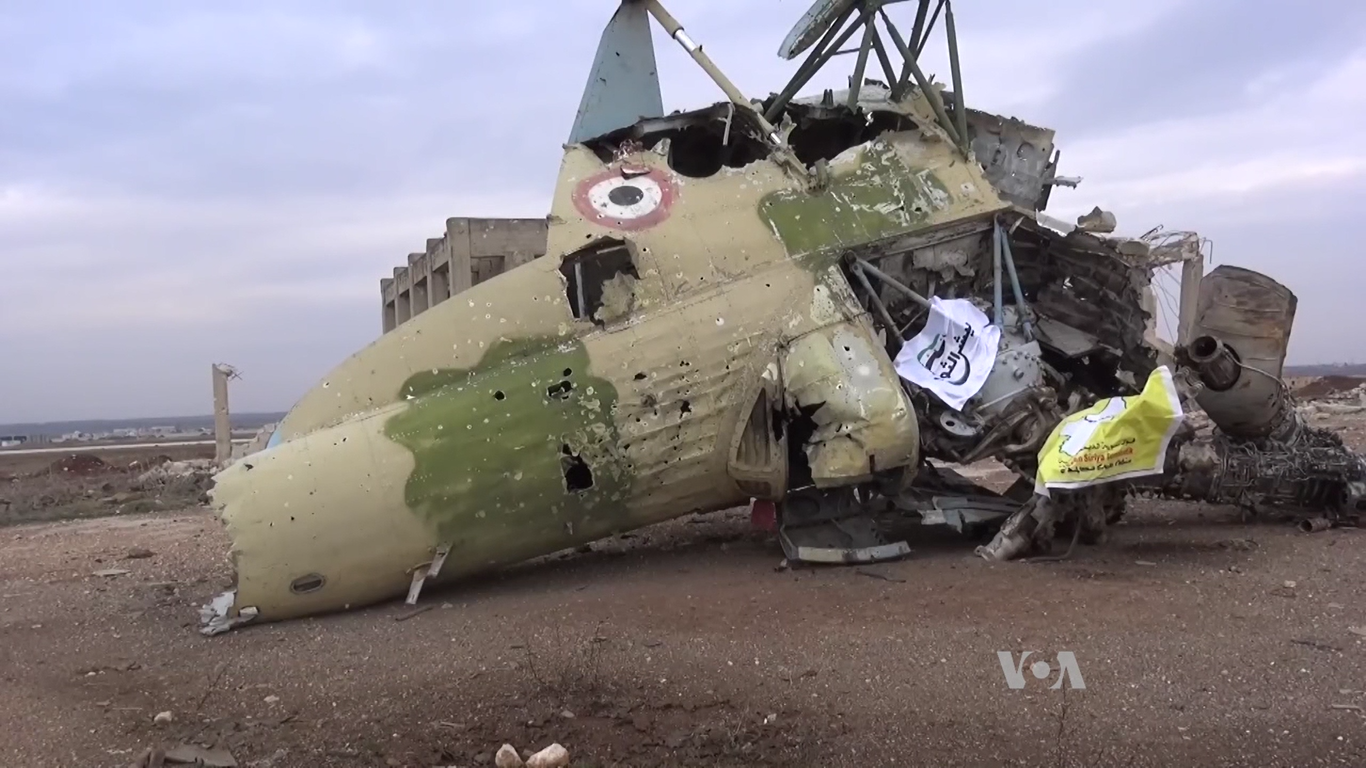
Drapeaux des Forces démocratiques syriennes et de Jaych al-Thuwar sur l'épave d'un hélicoptère du régime syrien dans l'aéroport de Menagh, le 12 février 2016.

De nombreux groupes rebelles sont présents à Tall Rifaat : le Front du Levant — qui regroupe le Front islamique, l'Armée des Moudjahidines le Harakat Nour al-Din al-Zenki, Fastaqim Kama Umirt, le Front de l'authenticité et du développement, les Kataeb Thuwar al-Cham — Liwa al-Fatah, Ahrar al-Cham, Kataeb el-Taliaa al-Muqatila, des brigades de l'Armée syrienne libre — la 16e division, la 13e division, la 101e division d'infanterie, Liwa Suqour al-Jabal, Fursan al-Haq et Al-Fauj al-Awwal —  le Front al-Nosra, Faylaq al-Cham et la Brigade de la Tempête du Nord.
Le 13 février, la Turquie réagit et son artillerie ouvre le feu sur des positions kurdes dans le district d'Azaz. Selon l'OSDH, au moins deux combattants kurdes et trois civils, dont deux enfants, sont tués par les tirs turcs autour de l'aéroport de Menagh, à l'ouest de Tall Rifaat, l'agence turque Agence donnant quant à elle le 14 février un bilan de 29 morts chez les YPG dans l'ensemble du district d'Azaz,. Le même jour le Premier ministre turc Ahmet Davutoğlu menace de lancer une intervention militaire contre le PYD et sa branche militaire, les YPG. Le lendemain, le régime syrien, les États-Unis et la France condamnent les bombardements turcs et réclament leur cessation. Mais les tirs se poursuivent. Les États-Unis demandent également aux Forces démocratiques syriennes à ne pas profiter de la situation pour s'emparer de nouveaux territoires, mais cet appel n'est pas plus entendu. 
Le gouvernement syrien accuse également la Turquie d'avoir laissé entrer dans le district d'Azaz une centaine d'hommes et 12 pick-up par le poste-frontière de Bab al-Salama. Selon l'OSDH, 350 combattants de Faylaq al-Cham, venus d'Atmeh dans le gouvernorat d'Idleb, entrent en Syrie en passant par la Turquie, ils se déploient ensuite à Azaz et Tall Rifaat
Le soir du 15 février, Tall Rifaat tombe entièrement aux mains des Forces démocratiques syriennes. Au sud de cette ville, les Kurdes s'emparent également du village de Kafr Naseh, tandis que les loyalistes prennent les villages d'Ahras et de Mistqan,,. Les rebelles ne tiennent alors plus dans la région que Marea et Azaz.
L'OSDH évalue à au moins 5 le nombre de miliciens des FDS tués au cours de ces combats par l’artillerie turque et les groupes rebelles, et à au moins 40 morts les pertes de ces derniers[réf. nécessaire]. Selon les FDS, certains membres de l'Armée syrienne libre passent dans leurs rangs.

## Suites
Le 16 février, l'artillerie turque poursuit ses bombardements contre les YPG et frappe Tall Rifaat, les Kurdes avancent cependant et prennent le village de Cheikh Issa. À l'exception d'une route dangereuse au nord, la ville de Marea se retrouve presque totalement encerclée, par les YPG à l'ouest et à l'est par l'État islamique. Les Forces démocratiques syriennes ouvrent alors de négociations avec les rebelles de Marea et leur demandent de leur livrer la ville sans opposer de résistance,.